# Нтчеу
Нтче́у (англ. Ntcheu) — селище, центральний населений пункт та адміністративний центр дистрикту Нтчеу Центрального регіону Малаві.
Населення — 21241 особа (2018, 14642 у 2008, 8783 у 1998, 5814 у 1987).